# Kreis Altentreptow
Der Kreis Altentreptow war ein Landkreis im Bezirk Neubrandenburg der DDR. Von 1990 bis 1994 bestand er als Landkreis Altentreptow im Land Mecklenburg-Vorpommern fort. Sein Gebiet gehört heute zum Landkreis Mecklenburgische Seenplatte in Mecklenburg-Vorpommern. Der Sitz der Kreisverwaltung befand sich in Altentreptow.

## Geographie

### Lage
Der Kreis Altentreptow lag nördlich der Stadt Neubrandenburg und umfasste ehemalige Gebiete sowohl von Vorpommern als auch von Mecklenburg. Er wurde von der Tollense durchflossen. 

### Größte Orte
Die größten Orte des Kreises neben der Kreisstadt Altentreptow  waren die  Gemeinden Breesen, Burow, Gnevkow, Grapzow, Groß Teetzleben, Knorrendorf, Mölln, Rosenow, Siedenbollentin, Tützpatz, Werder, Wolde und Wildberg.

### Nachbarkreise
Die Nachbarkreise des Kreises Altentreptow waren im Uhrzeigersinn im Norden beginnend die Kreise Demmin, Anklam, Neubrandenburg-Land, Stadtkreis Neubrandenburg, Waren und Malchin.

## Geschichte
Am 25. Juli 1952 kam es in der DDR zu einer umfangreichen Verwaltungsreform, bei der unter anderem die Länder der DDR ihre Bedeutung verloren und neue Bezirke eingerichtet wurden. Aus Teilen der damaligen Landkreise Demmin und Neubrandenburg wurde der neue Kreis Altentreptow mit Sitz in Altentreptow gebildet. Der Kreis wurde dem neugebildeten Bezirk Neubrandenburg zugeordnet. Am 1. Juli 1973 wechselte die Gemeinde Groß Toitin aus dem Kreis Altentreptow in den Kreis Demmin und wurde dort nach Jarmen eingemeindet.
Am 17. Mai 1990 wurde aus dem Kreis der Landkreis Altentreptow.
Nach der Wiedervereinigung der beiden deutschen Staaten wurde der Kreis 1990 dem wiedergegründeten Land Mecklenburg-Vorpommern zugesprochen. Bei der ersten Kreisgebietsreform in Mecklenburg-Vorpommern, die am 12. Juni 1994 in Kraft trat, ging er im Landkreis Demmin auf.

### Einwohnerentwicklung
| Jahr      | 1939   | 1946   | 1950   | 1960   | 1971   | 1981   | 1989   |
| Einwohner | 19.862 | 39.478 | 36.215 | 28.887 | 27.517 | 23.864 | 22.791 |

## Wirtschaft
Bedeutende Betriebe waren unter anderem
- VEB Kleiderwerke Altentreptow
- VEB Ausbau Altentreptow
- VEB Kreisbetrieb für Landtechnik Altentreptow
- VEB Käsewerk Altentreptow

## Verkehr
Dem überregionalen Straßenverkehr dienten die F 96 von Berlin über Altentreptow nach Stralsund und die F 104 von Neubrandenburg über Rosenow nach Güstrow.
Das Kreisgebiet war durch die Eisenbahnstrecken Berlin–Altentreptow–Stralsund und Neubrandenburg–Mölln–Güstrow in das Bahnnetz der DDR eingebunden.

## Städte und Gemeinden
Am 3. Oktober 1990 gehörten folgende 25 Gemeinden zum Landkreis Altentreptow:
| AGS      | Gemeinde            | Einwohner  | Einwohner  | Fläche (km²) |
| AGS      | Gemeinde            | 03.10.1990 | 31.12.1990 | 31.12.1990   |
| 13011010 | Altenhagen          | 359        | 359        | 11,05        |
| 13011020 | Altentreptow, Stadt | 7 852      | 7 819      | 52,82        |
| 13011030 | Bartow              | 707        | 697        | 25,04        |
| 13011040 | Breesen             | 534        | 531        | 15,65        |
| 13011050 | Breest              | 247        | 249        | 9,38         |
| 13011290 | Burow               | 1 385      | 1 387      | 21,61        |
| 13011070 | Gnevkow             | 472        | 464        | 17,28        |
| 13011080 | Golchen             | 383        | 381        | 17,10        |
| 13011090 | Grapzow             | 553        | 550        | 23,32        |
| 13011100 | Grischow            | 347        | 342        | 14,94        |
| 13011110 | Groß Teetzleben     | 728        | 721        | 10,94        |
| 13011120 | Gültz               | 942        | 933        | 21,67        |
| 13011150 | Knorrendorf         | 754        | 757        | 23,66        |
| 13011170 | Kriesow             | 364        | 361        | 28,52        |
| 13011200 | Mölln               | 840        | 836        | 20,09        |
| 13011210 | Pinnow              | 127        | 129        | 29,68        |
| 13011220 | Pripsleben          | 334        | 328        | 8,91         |
| 13011230 | Reinberg            | 332        | 325        | 10,04        |
| 13011240 | Röckwitz            | 337        | 336        | 6,66         |
| 13011260 | Rosenow             | 1 156      | 1 154      | 14,76        |
| 13011270 | Siedenbollentin     | 797        | 797        | 31,12        |
| 13011280 | Tützpatz            | 876        | 871        | 18,84        |
| 13011300 | Werder              | 754        | 755        | 30,00        |
| 13011310 | Wildberg            | 722        | 717        | 22,37        |
| 13011320 | Wolde               | 459        | 466        | 15,85        |
|          |                     | 22 361     | 22 265     | 501,30       |

Ehemalige Gemeinden
- Gädebehn, am 1. Januar 1973 zu Knorrendorf
- Japzow, am 1. Januar 1960 zu Wolde
- Kalübbe, am 1. Januar 1957 zu Breesen
- Klatzow, am 1. Januar 1973 zu Altentreptow
- Klein Helle, am 1. Januar 1973 zu Mölln
- Kölln, am 1. Januar 1974 zu Werder
- Lebbin, am 1. Januar 1973 zu Groß Teetzleben
- Luplow, am 1. Januar 1973 zu Rosenow
- Rosenmarsow, am 1. Januar 1973 zu Altentreptow
- Weitzin, am 1. Januar 1973 umbenannt in Burow
- Wolkow, am 1. Januar 1973 zu Wildberg
- Zwiedorf, am 1. Januar 1960 zu Wolde

## Kfz-Kennzeichen
Den Kraftfahrzeugen (mit Ausnahme der Motorräder) und Anhängern wurden von etwa 1974 bis Ende 1990 dreibuchstabige Unterscheidungszeichen, die mit dem Buchstabenpaar CA begannen, zugewiesen. Die letzte für Motorräder genutzte Kennzeichenserie war CU 85-01 bis CU 99-99.
Anfang 1991 erhielt der Landkreis das Unterscheidungszeichen AT. Es wurde bis zum 11. Juni 1994 ausgegeben. Seit dem 18. März 2013 ist es im Landkreis Mecklenburgische Seenplatte erhältlich.